# Ніколя Лорна
Ніколя Лорна (Лорнь) (фр. Nicolas Lorgne; д/н —1284) — 20-й великий магістр ордену госпітальєрів у 1277—1284 роках.

## Життєпис
Походження невідоме, але напевне був французом. Замолоду опинився в Палестині. 1250 року був призначений каштеляном замку Маргат. З 1255 року був каштеляном замку Крак де Шевальє.
У 1266—1271 роках був маршалом ордену. З 1271 року призначається великим командором. 1273 року знову виконував обов'язки маршала . У 1275—1277 роках був командором Триполі. 1 липня 1277 року знову призначається великим командором.
Наприкінці 1277 або на початку 1278 року обирається великим магістром ордену госпітальєрів. Протягом усього керування орденом усіма засобами намагався припинити ворожнечу з тамплієрами, завдяки розсудливості успішно мирив ворожі сторони, а також залагоджував спірні питання між тамплієрами і Боемундом VII, графом Триполі.
1280 року вторгнення монголів призвело до часткового послаблення позицій Мамлюцького султанату. Цим скористалися госпітальєри з замку Маргат, що зуміли захопити чималу здобич. Султан Калаун домовився про нейтралітет християн, щоб зібрати сили для відсічі монголам. Втім у жовтні 1280 року госпітальєри завдали поразки 5-тисячному загону мамлюків, що спробував захопити Маргат, а у лютому 1281 року було завдано поразки еміру Крака. 1281 року після битви при Хомсі султан уклав мирну угоду з великим магістром госпітальєрів і графом Триполі на 10 років 10 місяців 10 тижнів і 10 днів.
Втім в порушення угоди 17 квітня 1285 року війська Калауна почали облогу замку Маргат, який зрештою 25 травня того ж року капітулював. Своєю чергою Ніколя Лорна звернувся по допомогу до папи римського Миколи IV і Едуарда I, короля Англії, але марно
Головував на двох Генеральних капітулах ордену в 1278 і 1283 роках, де вніс до статуту корисні зміни. На останньому капітулі затвердив право носіння білого хреста на червоному полі для всіх братчиків ордену, а не лише для лицарів, як було до того. Також було впроваджено буллу капітулу. Остання письмова згадка про Ніколя Лорна припадає на 27 вересня 1283 року. Напевне помер 1284 року. Новим великим магістром став Жан де Вільє.